# セグロセキレイ
セグロセキレイ（背黒鶺鴒、学名：Motacilla grandis）は、スズメ目セキレイ科セキレイ属に分類される鳥類の一種である。主に水辺に棲む。

## 形態
体長 20-22cm、翼開長約30cm、体重26-35g。ハクセキレイと同大。
頭から肩、背にかけてが濃い黒色で、腹部が白色で胸部は黒色。ハクセキレイと見分けがつきにくい場合があるが、本種は眼から頬・肩・背にかけて黒い部分がつながるところで判別できる（右写真を参照）。またハクセキレイやキセキレイと同様に尾羽を上下に振る姿が特徴的である。雌雄ほぼ同色だが、雌は背中が雄に比べると灰色みがかっている。幼鳥は頭から背中まで灰色である。ただし、ハクセキレイの様々な亜種に似ている部分白化個体の観察例もあるので、ハクセキレイとの識別には注意を要する。本種の地鳴き、「ジュジュッ、ジュジュッ」に対し、ハクセキレイでは、「チュチュッ、チュチュッ」と聞こえるので、声による識別は可能である。

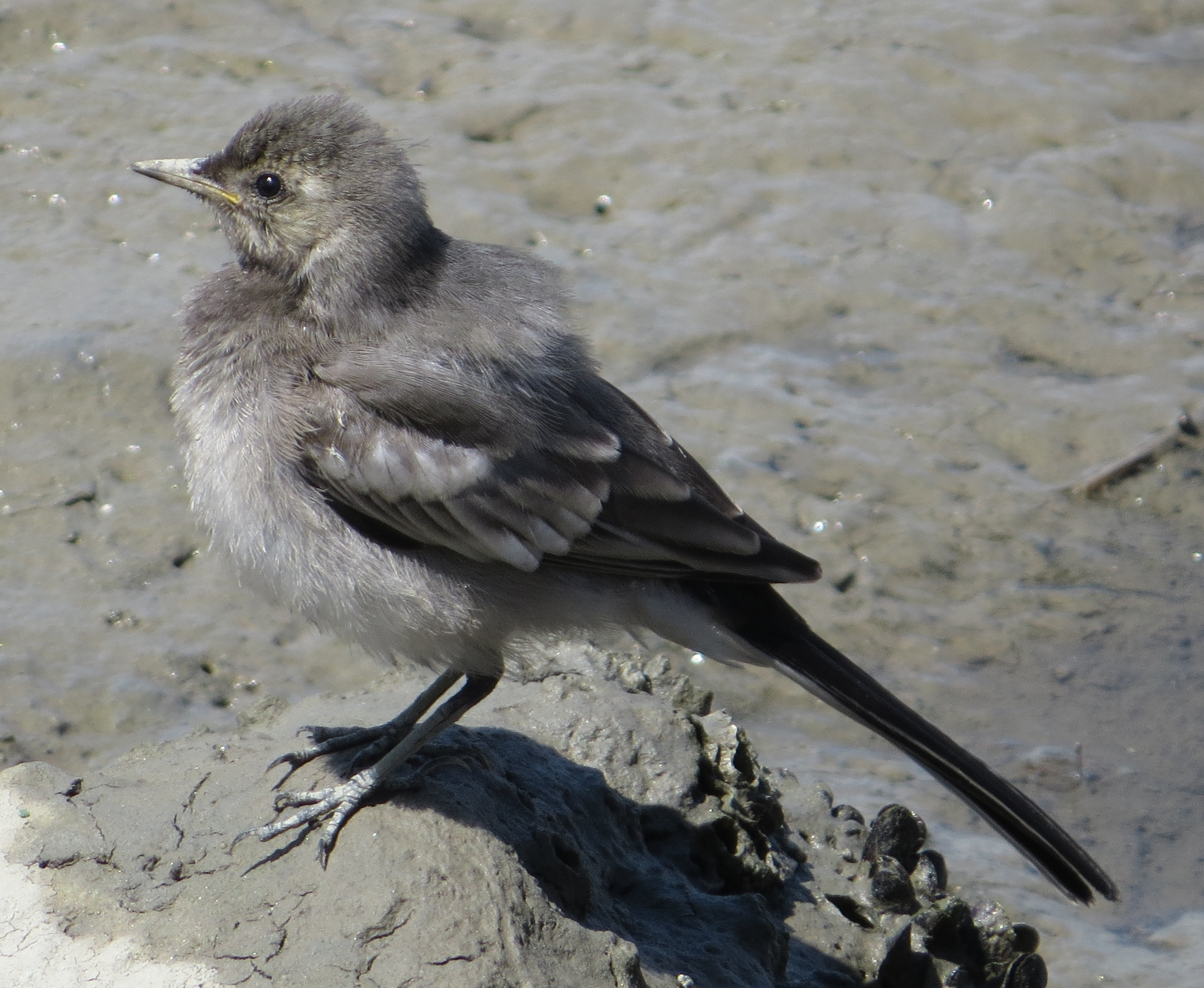
セグロセキレイの幼鳥
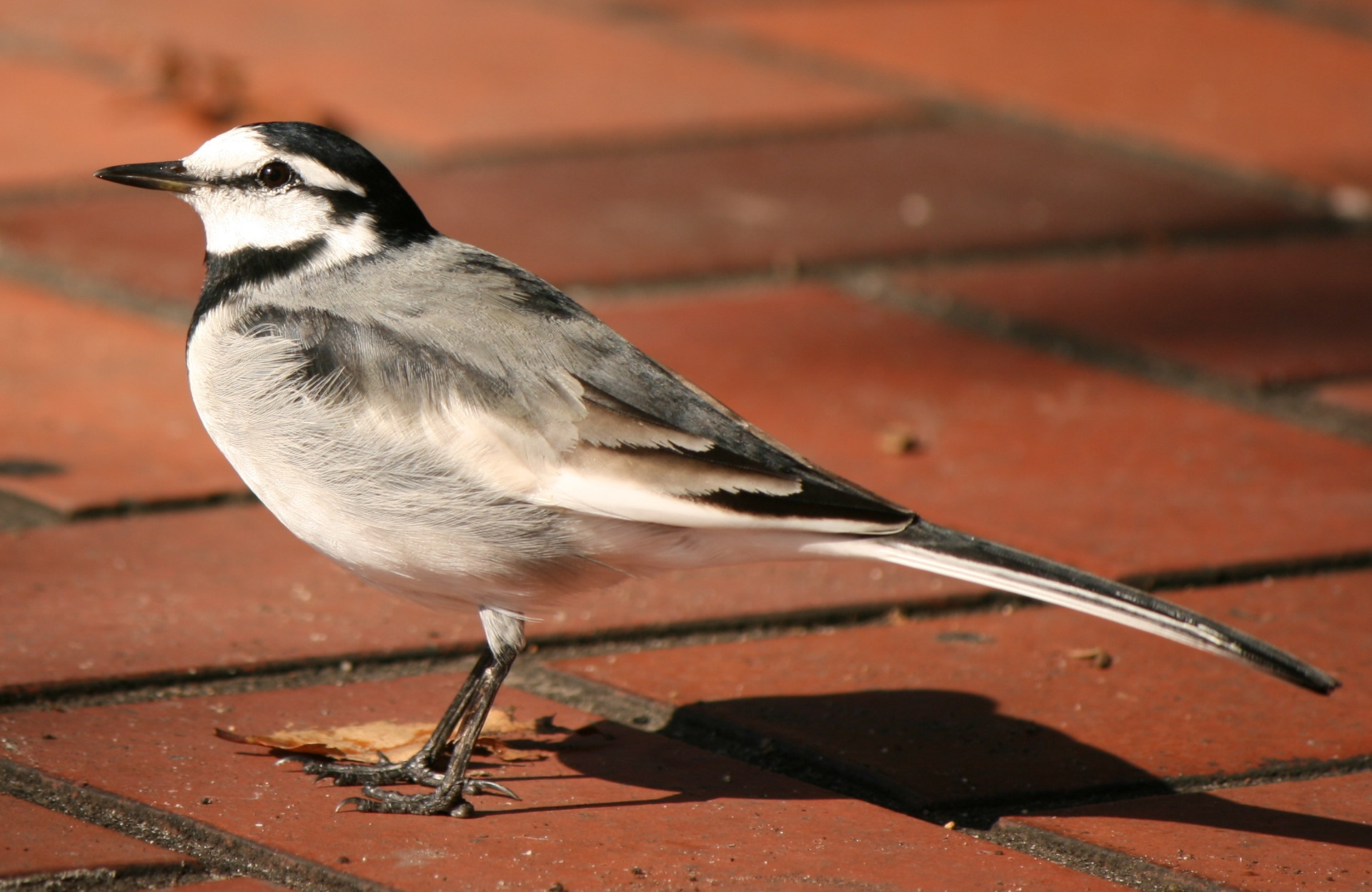
ハクセキレイ

## 分布
日本（北海道、本州、四国、九州）では普通に見られる留鳥または漂鳥。積雪地でも越冬する場合が多い。
朝鮮半島の一部に繁殖記録があるだけで、ほぼ日本だけに生息する固有種。韓国では西海岸地域を除く河川で留鳥（局地的）に生息しているとの報告もある。ロシア沿海地方沿岸部、朝鮮半島、台湾、中国北部沿岸部など日本周辺地域での観察記録もある。（#ハクセキレイとの関係も参照）

## 生態
主に水辺に住むが、水辺が近くにある場所ならば畑や市街地などでも観察される。好む地形はハクセキレイに近いが、比較的河川の中流域などを好む傾向がある。瀬戸内海の大きな河川の少ない地域では、海岸沿いの堤防・波消しブロック上、干潟・砂浜で見られることも多い。ハクセキレイやキセキレイとは概ね棲み分けている。ただし最近では主にハクセキレイの分布拡大により生息地が重なるようになっている。
一年を通し、単独または番いで縄張り分散する。縄張り意識がとても強く、同種のほかハクセキレイ、キセキレイと生活圏が競合する場合には追いかけ回して縄張り争いをする様子がよく観察される。なお、他のセキレイと競合した場合に本種が強い傾向がある。

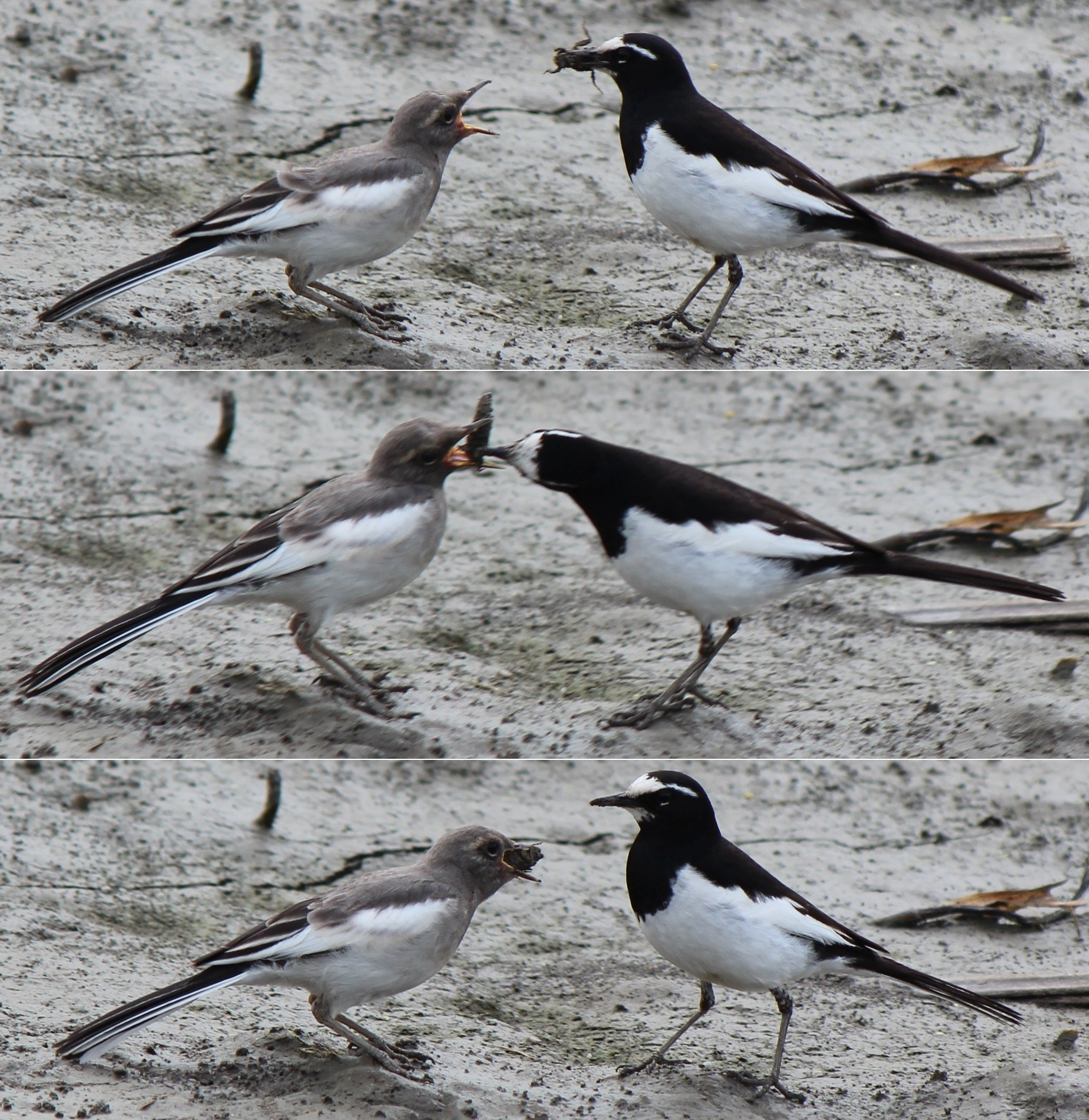
親から雛へ給餌様子

食性は雑食で、採食方法などもハクセキレイに似るが、本種は水辺の環境に依存しており、畑など乾いた場所での採食行動はあまり見られない。夜は近隣の森などに塒を取る。
繁殖形態は卵生。通常は年1回繁殖するが、年2回繁殖することもある。川岸の植物や岩の下、崖地の陰などに枯草などを用いて椀状の巣を作り、3-7月に4-6卵を産む。抱卵期間は11-13日で、主に雌が抱卵する。雛は14日ほどで巣立つ。
飛翔時に鳴き、地鳴きは「ジュビッ、ジュビッ」などでハクセキレイに似るが濁るところで判別できる。
さえずりも同様に少々濁って聞こえる。

## ハクセキレイとの関係
本種はタイリクハクセキレイ (Motacilla alba) の近縁種であるものの、かつては地理的に分離された日本列島（北海道、本州、四国、九州）の固有種であったと考えられている。
近年、ハクセキレイ (M. a. lugens) およびホオジロハクセキレイ (M. a. leucopsis) が日本へと分布を拡げる反面、本種の分布域はハクセキレイに押されるように縮小しているとの指摘がされていた。それを受けて日本野鳥の会が 1980年に全国調査を行い、その傾向が明確に記録されている。
一方、本種も少数ではあるが朝鮮半島・台湾・中国へと渡りをするものが観察されており（それらの地域では冬鳥）、またロシア沿海地方などでは繁殖も観察されている。そのため飛翔能力などが劣るとは考えられていないが、本種は水辺の環境に強く依存しており、川原で過ごす時間がハクセキレイより明らかに長い（ハクセキレイは畑などでも採食し、市街地の建築物などにも塒を取る様子がよく観察される）ことなどから、都市化が進む環境に適応できずに勢力を狭めているものと考えられている。
なお、ハクセキレイと本種は近縁種であるが、今のところ概ね交雑することなく棲み分けていると考えられている。また、本種の生息適地においてはハクセキレイよりも本種の方が強い傾向にあるが、離島などにおいてはハクセキレイの侵入により本種が姿を消した地域があるとも指摘されている。

## 自治体指定の鳥
日本の以下の自治体の指定の鳥である。括弧表記はかつて存在していた自治体。

### 市
- 黒石市 - 青森県
- 小山市 - 栃木県
- 宝塚市 - 兵庫県
- 三次市 - 広島県
- 高知市 - 高知県

### 町
- 松田町 - 神奈川県
- (志賀町) - 滋賀県
- 紀美野町、（美里町） - 和歌山県
- （福富町） - 広島県